# ماري آن هوبرمان
ماري آن هوبرمان (بالإنجليزية: Mary Ann Hoberman)‏ هي كاتِبة وكاتبة للأطفال أمريكية، ولدت في 12 أغسطس 1930 في ستامفورد في الولايات المتحدة.

## روابط خارجية
- ماري آن هوبرمان على موقع ميوزك برينز (الإنجليزية)